# Cabaceiras
Cabaceiras is een gemeente in de Braziliaanse deelstaat Paraíba. De gemeente telt 5.112 inwoners (schatting 2009).
De gemeente grenst aan Campina Grande, Barra de São Miguel, São Domingos do Cariri, Boqueirão en São João do Cariri.